# Valdeblore
Valdeblore (okzitanisch Val de Blora, italienisch Valdiblora) ist eine französische Gemeinde mit 834 Einwohnern (Stand 1. Januar 2022) im Département Alpes-Maritimes in der Region Provence-Alpes-Côte d’Azur. Sie gehört zum Arrondissement Nizza, zum Kanton Tourrette-Levens und zur Métropole Nice Côte d’Azur. Die Bewohner nennen sich die Valdeblorois.

## Geografie
Valdeblore liegt in den französischen Seealpen. Die angrenzenden Gemeinden sind
- Valdieri in Italien im Norden,
- Saint-Martin-Vésubie im Osten,
- Venanson im Südosten,
- Marie im Süden,
- Ilonse (Berührungspunkt) im Südwesten,
- Rimplas im Westen,
- Saint-Sauveur-sur-Tinée und Isola im Nordwesten.

Die Ortschaft besteht aus der Hauptsiedlung, genannt La Bolline, und den Weilern Saint-Dalmas, La Roche, Mollières und La Colmiane. Letzterer enthält eine Wintersportanlage. In der Gemeindegemarkung liegen Bergseen wie der Lac Negre, der Lac Millefonts und der Lac Graveirette. Die Route GR 52A des GR-Fernwanderwegenetzes führt über Valdeblore.

## Bevölkerungsentwicklung
| Jahr      | 1962 | 1968 | 1975 | 1982 | 1990 | 1999 | 2008 | 2012 |
| --------- | ---- | ---- | ---- | ---- | ---- | ---- | ---- | ---- |
| Einwohner | 556  | 556  | 466  | 584  | 664  | 686  | 831  | 908  |

## Wirtschaft
- Produktion von Tomme-Käse
- Sommerrodelbahn

## Sehenswürdigkeiten
Siehe auch: Liste der Monuments historiques in Valdeblore
- Ste-Croix (deutsch: Heiligkreuz), eine katholische Kirche im Ortsteil Saint-Delmas.

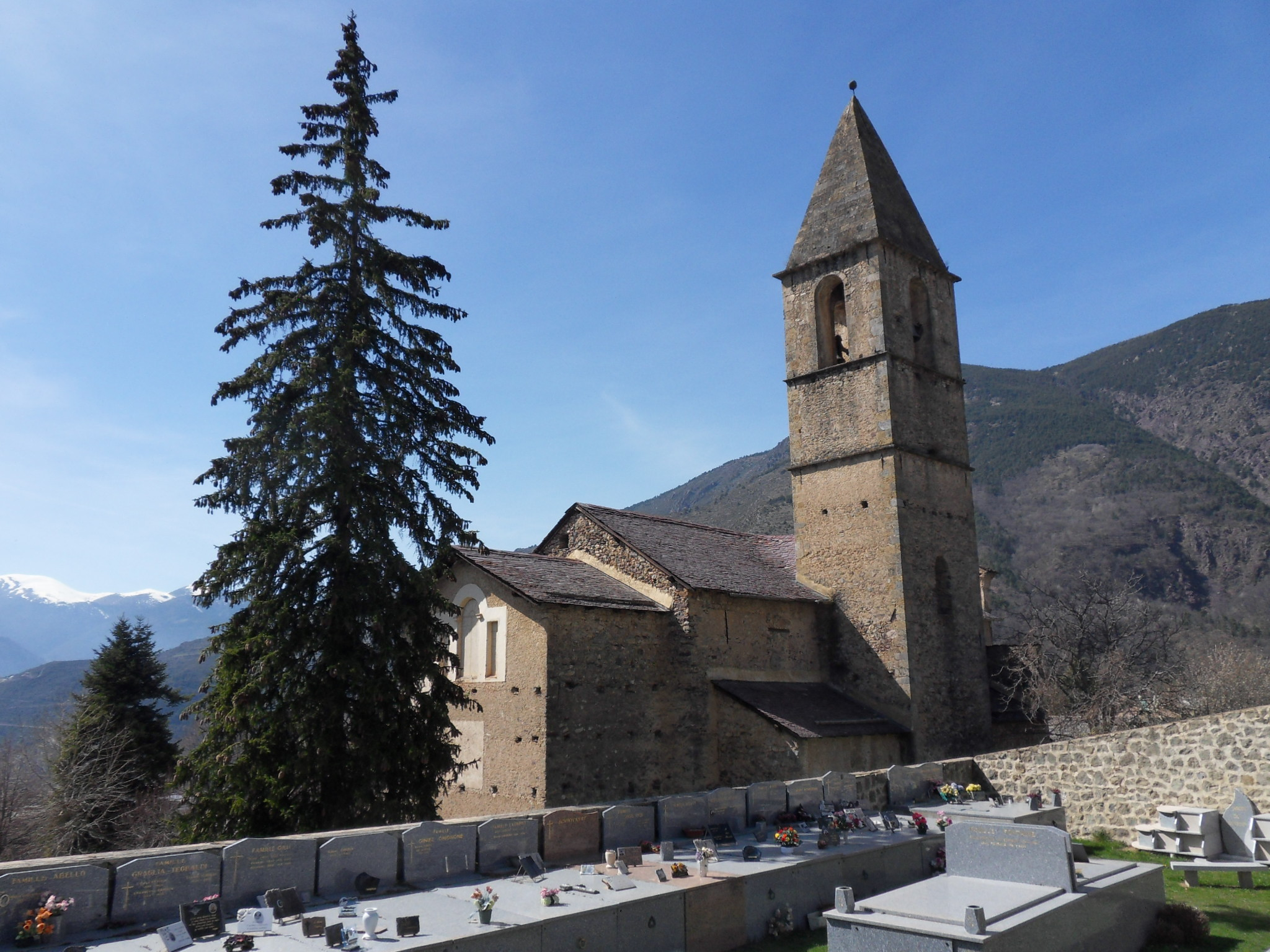
Kirche Saint-Jacques-le-Majeur
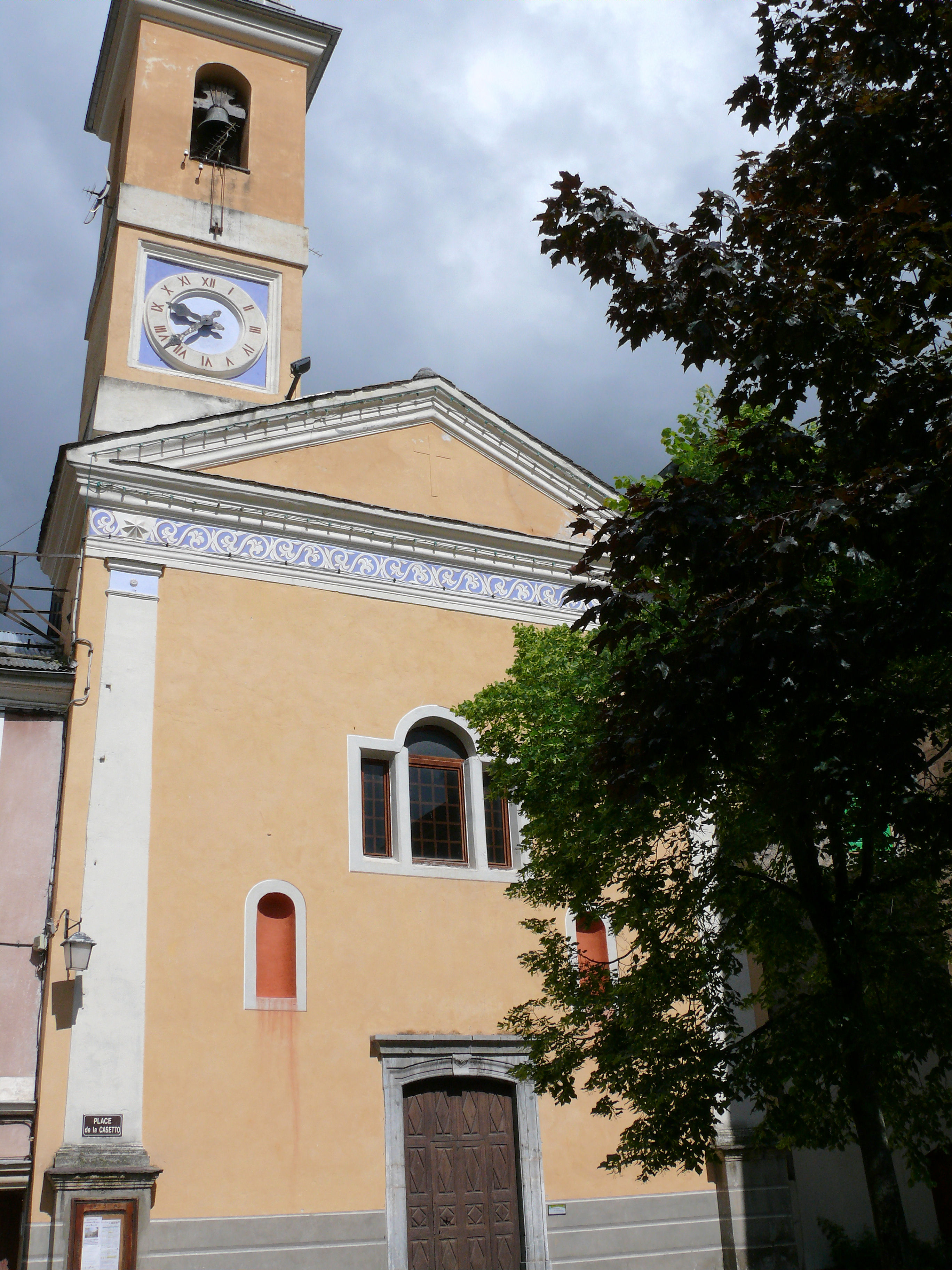
Kapelle Notre-Dame-des-Sept-Douleurs

## Persönlichkeiten
- Ignazio Ribotti, Militär, Graf von Mollières in Valdeblore, * 12. November 1809 in Nizza, † 26. September 1864 in Brig-Glis
- Albert Drach (1902–1995), österreichischer Schriftsteller, erzählt in dem Roman Unsentimentale Reise. Ein Bericht (1966) seinen Aufenthalt in Valdeblore von 1943 bis 1944. Der Ort trägt im Roman den Namen Caminflour (Caminflour La Commune = La Bolline, Caminflour Maisonpierre = La Roche, Caminflour Audelà = Saint-Dalmas).
- Camille Émaille (* 1993), französische Improvisationsmusikerin